# ホーレス・バンディ
ホーレス・バンディ（Horace Bundy、1814年7月22日 - 1883年6月15日）はアメリカ合衆国の肖像画家である。正式な美術教育を受けていない画家で、「フォークアート」の画家の一人とされる。

## 略歴
バーモント州、カレドニア郡のハードウィク(Hardwick)で生まれた。その生い立ちは記録に残されていないが、22歳になった1836年にはマサチューセッツ州のローウェルで馬車職人として登録されていて、馬車や橇や看板などの装飾や、デザインから美術の道に入ったと考えられている。
1837年に結婚し、4年後バーモント州、ウィンザー郡に妻の父親の建てた家に住んだ。地方を旅して、肖像画を描き、多くの同時代のアメリカの巡回肖像画家と異なり、作品に署名と製作日を書き、時には描いた場所も記し、彼の活動を追うことができる。
1843年に世界が滅亡してキリストが再臨すると説いた宗教家、ウイリアム・ミラー（William Miller:1782-1849)の信徒になったが、1844年に予言が真実でないと分かった後、「再臨待望運動」にも参加した 。絵を描くのと同じぐらいの時間を宗教活動に費やし、バーモントやニューハンプシャー、マサチューセッツで説教をしたという記録がある。
1859年頃まで画家として活動し、1860年の国勢調査では、芸術家として登録されていた。3年後、ニューハンプシャー州レイクポートLakeportの再臨派教会の牧師に任命され、その活発な指導者の一人になり、長老職についた。1870年代に、ハンプシャー州のコンコードに移り、写真をもとに肖像画を作成する仕事を続けた。
1883年にジャマイカに旅し、裕福なプランターからの注文で絵を描き、熱帯の風景を研究した。ジャマイカでチフスに感染し、コンコードに戻った直後にその影響で没した。

## 作品

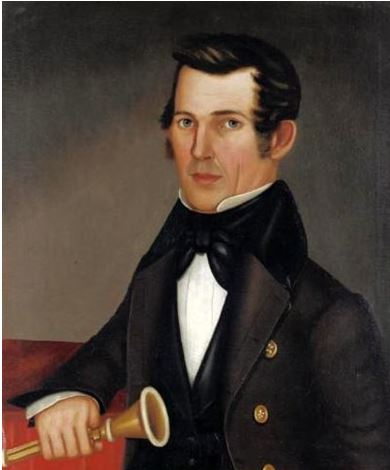
ホルンを持つ紳士（1830年代）
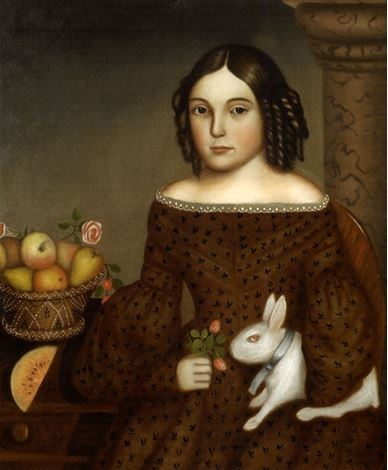
白いウサギを持つ少女
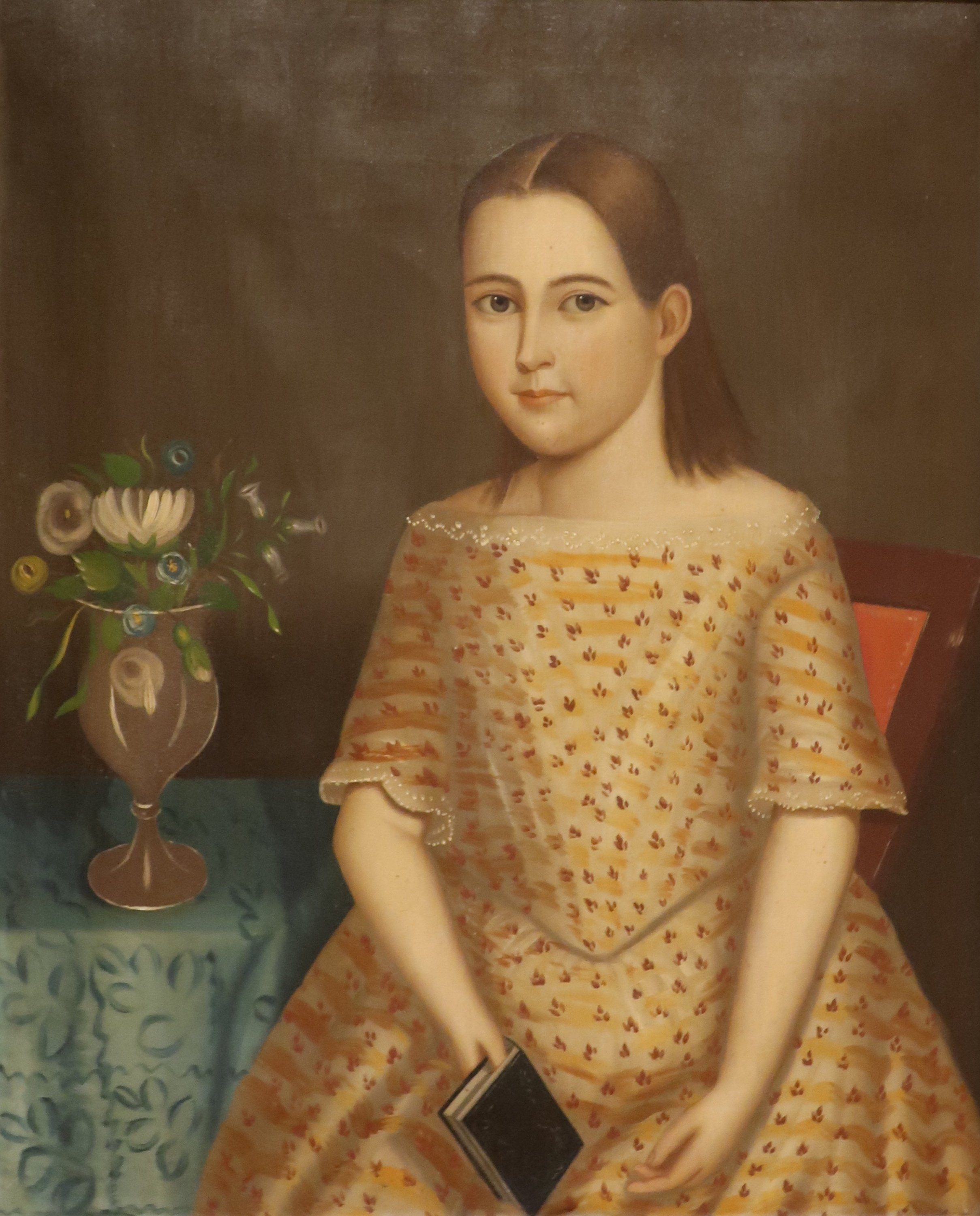
ジェーン・クレーの肖像画(1894)
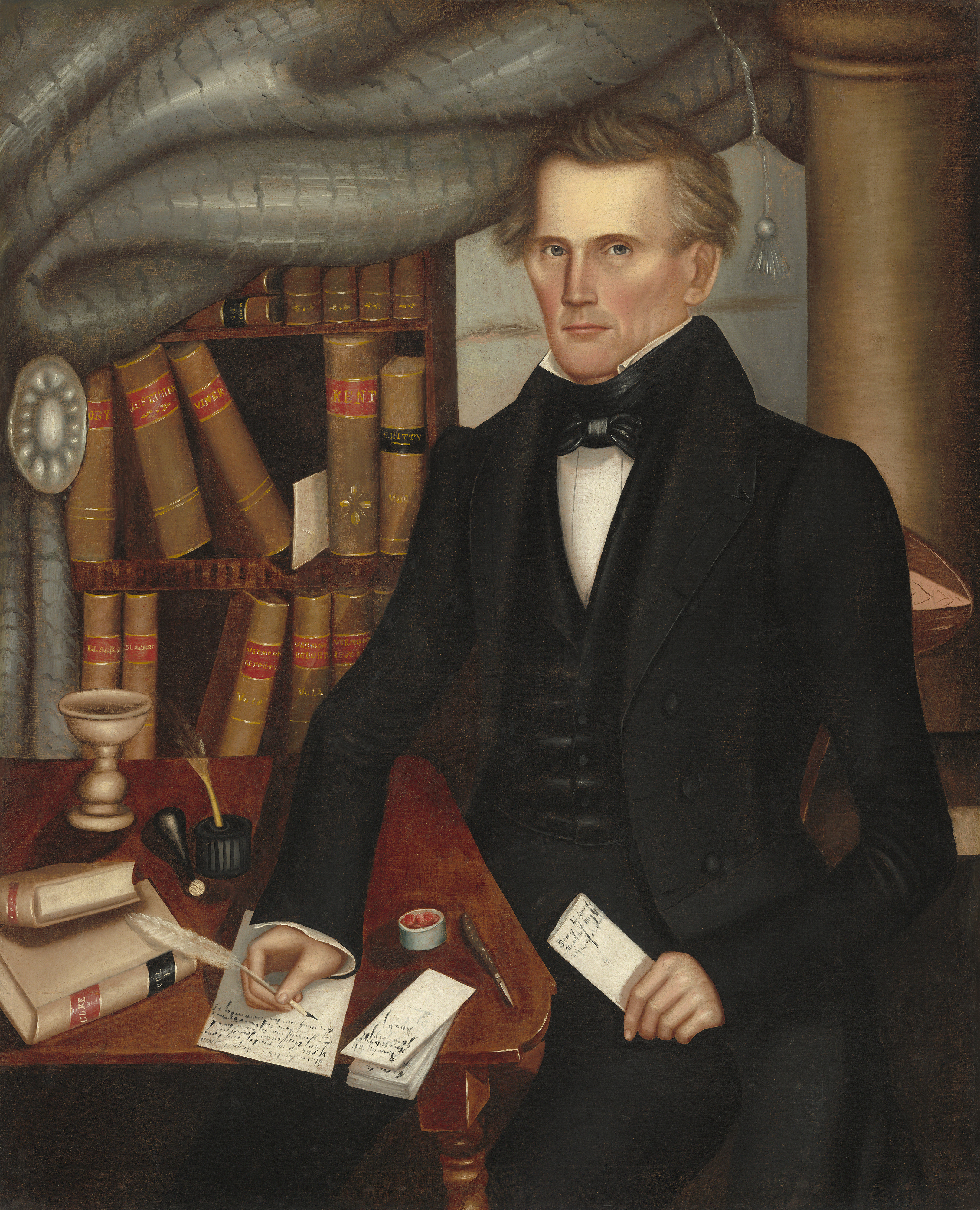
バーモントの法律家 (1841)

## 関連文献
- Lauren B. Hewes, "Horace Bundy: Itinerant Portraitist", in Antiques, October 1994